# والتر وودز
والتر وودز (انگلیسی: Walter Woods؛ ‏ ۱۴ ژانویهٔ ۱۸۸۱ – ۷ دسامبر ۱۹۴۲) فیلم‌نامه‌نویس اهل ایالات متحده آمریکا بود.
از فیلم‌هایی که وی در آن‌ها نقش داشته‌است، می‌توان به مشتاق ازدواج، گسولین گاس، فروشنده دوره‌گرد، میلیون‌ها دلار بروستر، سال کبیسه، زندگی بزمی و به خانه خوش آمدی اشاره نمود.